# Onna (Overijssel)
Onna is een dorp dat ligt in de gemeente Steenwijkerland, in de Nederlandse provincie Overijssel.
De plaats ligt net ten zuidoosten van Steenwijk. In 2023 telde Onna 310 inwoners waarvan ruim de helft in de gemeente Steenwijkerland is geboren. Het dorp heeft een eigen kapel, Eben-Haëzer, in gebruik bij de PKN voor de zondagse erediensten.

## Geschiedenis
De oudste (prehistorische) bewoning in het “Land van Vollenhove” vond plaats op de hogere gronden rond Steenwijk, op de uitlopers van het Drents plateau. Steenwijk dankte zijn positie aan de, vanuit het oogpunt van handel en defensie, strategische ligging aan de rand van het Drents plateau. Door het vinden van Romeinse munten is vast komen te staan dat dit gebied al heel lang bewoond is geweest.
Onna ligt dicht bij een kleine, geïsoleerde es ten zuidoosten van Steenwijk. Aan de zuidrand van de hoge gronden ontstonden de lineaire dorpen Onna en Zuidveen met de weidegronden in het aangrenzende veengebied. In de 13e eeuw hebben zich hier mensen gevestigd. De gronden behoorden aan de bisschop van Utrecht. Onna komt al voor in 1313, dan als Unne, zo blijkt uit een document dat een geschil omschrijft tussen de bisschop van Utrecht en Stellingwerven. In 1441 wordt het genoemd als Unninghe, maar vijf jaar later wordt de spelling Vnna gebruikt. Later verbasterde dit naar de huidige spelling. De plaatsnaam kent verschillende uitleggen: het zou 'weide' kunnen betekenen of 'geen water', dat zou slaan op de hoogte en droogte van de plaats. Een andere bekende verklaring is dat het 'golvend landschap' zou betekenen, van het Latijnse 'Unda'.
Het gehucht was van oudsher een kleine gemeenschap van turfgravers en landbouwers. De vervening trok onder meer de Sint-Maartensluiden. Door de hongersnood waren deze uit het zuiden van Europa verdreven en kwamen met behulp van de bisschop ook in deze streken aan het werk. De plaatselijke bevolking en het stadsbestuur lagen nogal eens overhoop. Zo moest Onna protest aantekenen tegen het dichtmaken van de Onnapoort, Steenwijk wilde dit om zich beter te kunnen verdedigen. Veel Onnigers, werkzaam als landbouwer en veehouder, waren afhankelijk van de stad Steenwijk. Ze zouden voor de handel maar ook voor het ter kerke gaan een omweg moeten maken. De poort is uiteindelijk weer open gegaan en de Onnapoort is nu een kenmerkende toegang tot de stad.

#### Steenwijker kamp (de Kaampe)
Naast akkertjes om op te werken maakten veeboeren gebruik van de naweiderechten op de Steenwijker Kamp. Na een verandering in 1627 door het stadsbestuur van Steenwijk gingen de inwoners van Onna protesteren, en met succes: men mocht de naweiderechten wel behouden. De schout bepaalde daarbij wel dat alleen overdag geweid mocht worden en binnen bepaalde grenzen. Dit naweidestelsel werd in 1884 ingetrokken.
Onna lag vroeger aan de postweg Meppel – Heerenveen. Deze weg liep over de Steenwijkerkamp en de postkoets passeerde elke dag Onna (Uit die tijd dateert ook de tolfunctie van de huidige woning Burg G.W. Stroinkweg 119). Napoleon liet echter de weg verleggen en na de aanleg van de nieuwe Meppelerweg tussen 1830-1840 kwam Onna te liggen aan een weg met veel minder verkeer. In Onna zelf waren aanvankelijk alleen zandwegen die in de herfst en winter zo goed als onbegaanbaar waren. In 1884 werd de weg Onna – Zuidveen, de Hoevendijk (nu Burgemeester G.W. Stroïnkweg), verhard met klinkers voor de prijs van ƒ16.474.

## Buurtschap
In de loop der jaren is de oude kern verplaatst in oostelijke richting naar de nieuwe weg. Het karakter van de buurtschap bleef daarbij in de loop der tijd grotendeels gehandhaafd. Het laatste café (café van Rosmalen) werd in 1954 gesloten. In 1955 kreeg de buurtschap de beschikking over een dorpshuis. In die jaren van de wederopbouw veranderde het karakter van een agrarische gemeenschap in een klein plattelandsdorp. De uitbreidingen vanaf die tijd zijn vooral burgerwoningen. Onna heeft lang een eigen openbare lagere school gehad. In 1985 is deze gefuseerd met de openbare basisschool Zuidveen en per 1 augustus van dat jaar gesloten.